# 49 Большой Медведицы
49 Большой Медведицы (лат. 49 Ursae Majoris), HD 95310 — одиночная звезда в созвездии Большой Медведицы на расстоянии приблизительно 365 световых лет (около 112 парсеков) от Солнца. Видимая звёздная величина звезды — +5,06m.

## Характеристики
49 Большой Медведицы — белая Am-звезда спектрального класса Am. Радиус — около 7,51 солнечных, светимость — около 104,25 солнечных. Эффективная температура — около 7074 К.